# باشگاه فوتبال بوورز و پیتسی
باشگاه فوتبال بوورز و پیتسی (به انگلیسی: Bowers & Pitsea Football Club) یک باشگاه فوتبال در شهر پیتسی، کشور انگلستان است که در سال ۱۹۴۶ میلادی تأسیس شده‌است.